# جاك نوفاك
جاك نوفاك (بالإنجليزية: Jack Novak)‏ هو لاعب كرة قدم أمريكية أمريكي، ولد في 6 يونيو 1953.